# Macrobiotus komareki
Macrobiotus komareki är en djurart som tillhör fylumet trögkrypare, och som beskrevs av Bartos 1939. Macrobiotus komareki ingår i släktet Macrobiotus och familjen Macrobiotidae. Inga underarter finns listade i Catalogue of Life.